# لين غرير (سياسي)
لين غرير (بالإنجليزية: Lynn Greer)‏ هو سياسي أمريكي، ولد في 20 نوفمبر 1941 في الولايات المتحدة. حزبياً، نشط في الحزب الجمهوري. وقد انتخب عضو مجلس نواب ألاباما.